# Архыз
Архы́з — село в Зеленчукском районе Карачаево-Черкесской Республики. Административный центр Архызского сельского поселения. Расположено на высоте около 1450 м над уровнем моря в верховьях реки Большой Зеленчук и её притоков, на дне обширной котловины. Является популярным горноклиматическим и горнолыжным курортом.
«Горный район Архыз» включает верхнюю часть (верховья) ущелья Большого Зеленчука и его притоков, включая посёлки Архыз и Нижний Архыз. Высочайшая точка района — гора Пшиш (3790 м). В районе Архыза расположены несколько вершин, популярных у альпинистов. Восхождения на эти вершины классифицируются как вторая и третья категории сложности.

## География
Этот горный район расположен на Западном Кавказе между отрогами Главного хребта. С севера и северо-запада он ограничен длинным хребтом Абишира-Ахуба (отрог Бокового хребта), отделяющим его от бассейна рек Чилик, Уруп и Кяфар. С востока возвышается хребет Ужум, который является водоразделом между реками Маруха и Кизгыч.
На юге район Архыза замыкает Главный Кавказский хребет со скалистыми вершинами и значительными ледниками. Крупнейшими из них являются Софийский, Большой Кизгычский и Псышский. Между истоками рек Кизгыч и Псыш, к северу от Главного хребта, ответвляются отроги с господствующей над окружающими горами вершиной Софией (3637 м), считающейся символом Архыза. Круто обрывающийся к северу её гребень образует Софийскую седловину и соединяется с хребтом Чегет-Чат водоразделом между реками София и Кизгыч. К северо-западу от Софии, параллельно хребту Чегет-Чат, ответвляется Софийский хребет со скалистыми вершинами Дзяш-Кая (3354 м) и Куш-Кая (3226 м).
С юго-запада и запада район ограничен хребтом Аркасара с вершиной Закзан-Сырт (3096 м). Он соединяется невысокой перемычкой с хребтом Абишира-Ахуба, образуя перевал Пхия. Хребет Аркасара является водоразделом между бассейнами Большого Зеленчука и Большой Лабы.
Южнее перевала Дукка от хребта Аркасара к северу ответвляется короткий хребет Габулу-Чат. Его высшая точка — Скала Горячева (3045 м). 
Главной водной артерией является Большой Зеленчук, протяжённостью около 170 километров (от слияния рек Псыш и Кизгыч до впадения в Кубань). Самым многоводным притоком Большого Зеленчука является Псыш со своими притоками София, Аманауз, Белая, Кызыл-су, Кошевая. В реку Архыз впадают притоки Речепста, Дукка. Последняя принимает воды Малой Дукки и Темир-Кулака. В Кизгыч впадают Малый Кизгыч, Бугой-Чат, Чигордали и другие.
В окрестностях Архыза имеется более 75 озёр, преимущественно в высокогорной зоне на высоте от 2300 до 2850 метров над уровнем моря. В урочище Морг-Сырт 13 озёр, в бассейнах Кизгыча — 15, Софии — 7, Псыша — 17, Дукки — 18, Речепсты — 3.

### Природа
Растительность Архызского района очень разнообразна. Здесь насчитывается более 140 видов древесных и кустарниковых пород. В верховьях Кизгыча сохранился уникальный участок пихтового леса. Кизгычские пихты достигают 60 метров высоты, полутора метров в обхвате. Отдельные экземпляры доживают до 700 лет. Этот участок леса — остаток тех лесных массивов, которые в прошлые века господствовали на Северном Кавказе. Также в Архызе сохранились реликтовые растения третичного периода: кавказская сосна, ель, тис, кавказская чинара (бук), вахта трехлистная. На территории района образован Архызский филиал Тебердинского заповедника.
Верхнюю границу леса замыкает низкорослая береза, которая сменяется зарослями рододендрона и субальпийскими лугами. Ещё выше расположен пояс альпийских лугов, доходящий до границы вечных снегов и ледников.
Из диких животных в этой горной местности обитают: кавказский олень, зубр, медведь, серна, кабан, волк, рысь, лисица, дикий кот, куница и др.
Птиц насчитывается не менее 150 видов. Наибольший интерес представляют кавказский тетерев, кеклик, улар и самые крупные из мира пернатых: бурый гриф, белоголовый сип, стервятник и бородач-ягнятник.

### Климат
Высоты хребта Абишира-Ахуба, закрывающие Архыз от холодных ветров, делают климат Архыза мягким и исключительно благоприятным. Среднегодовая температура составляет около +5°С, средняя температура июля равна +15°С, января — −5,5°С. Зима многоснежная и мягкая, длится четыре месяца, первый снег выпадает обычно в середине или начале ноября. Число солнечных дней в году достигает трёхсот. Наибольшее количество осадков выпадает в мае.

## Население
| 1979 | 2002 | 2010 | 2021 |
| ---- | ---- | ---- | ---- |
| 1254 | ↘528 | ↘505 | ↗849 |

### Национальный состав
По переписи населения 1989 года, из 1716 проживающих в селе, 1624 человека пришлось на 4 национальности:
| Национальность | %     | Численность |
| -------------- | ----- | ----------- |
| Русские        | 59,0% | 1012        |
| Карачаевцы     | 29,0% | 497         |
| Украинцы       | 5,9%  | 102         |
| Черкесы        | 0,8%  | 13          |

По данным Всероссийской переписи населения 2021 года:
| Народ               | Численность, чел. | Доля от всего населения, % |
| ------------------- | ----------------- | -------------------------- |
| карачаевцы          | 697               | 82,10%                     |
| русские             | 127               | 14,96%                     |
| армяне              | 11                | 1,30%                      |
| другие / не указано | 14                | 1,64%                      |
| всего               | 849               | 100,0%                     |

## История

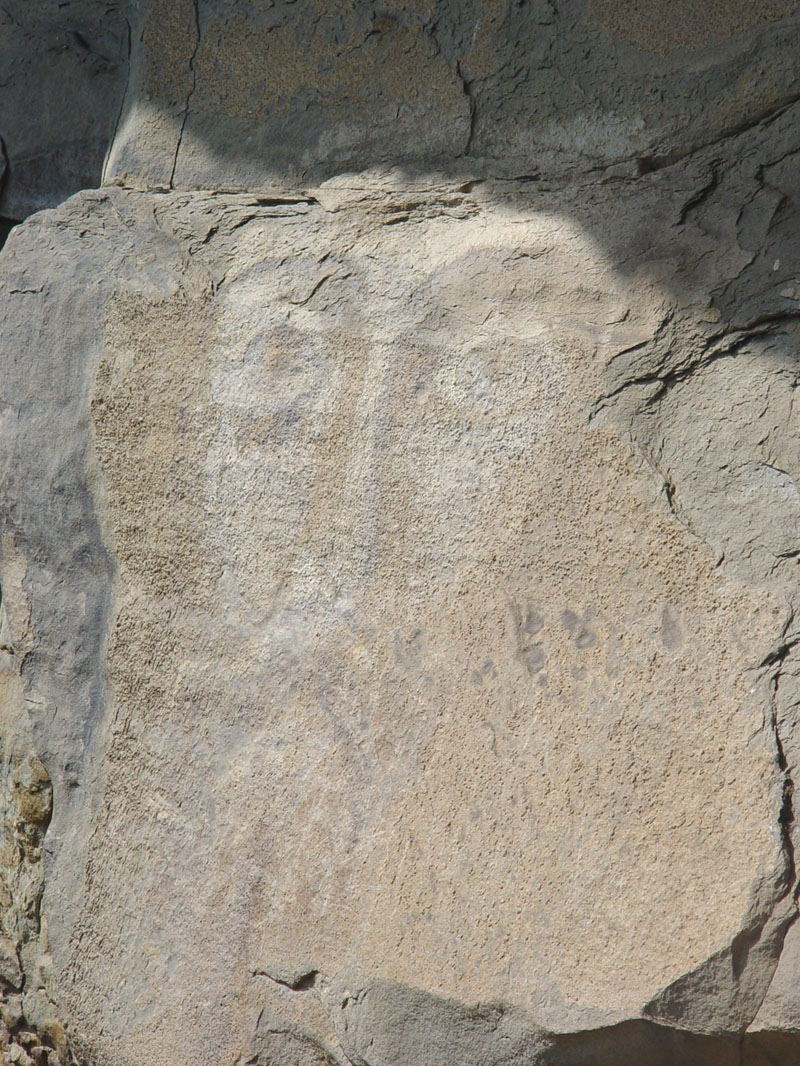
Наскальный образ Христа Спасителя. X век

История освоения района начинается в глубокой древности. Археологические находки позволяют установить, что ещё в конце II тысячелетия до н. э. в этих местах жили племена-носители кобанской культуры.
По долине Большого Зеленчука через современный Архыз и далее в долину Большой Лабы через перевал Пхия, затем через перевал Санчаро в Псху, и наконец через Доу в долину Гумисты проходил древний торговый путь, связывающий Северный Кавказ с побережьем Чёрного моря в Диоскуриаде (Сухум). Более того, этот путь являлся фрагментом Великого Шелкового пути из Китая через Среднюю Азию к Чёрному морю и далее в Европу.
Больше всего памятников оставили после себя аланы, которые жили здесь с начала I тысячелетия до 1396 года, когда через Кавказ прошлась шквалом конница Тамерлана. В IV веке на Кавказ вторглись гунны, захватившие аланское государство. На территории Архыза находилась столица Алании — Маас (Нижне-Архызское городище).

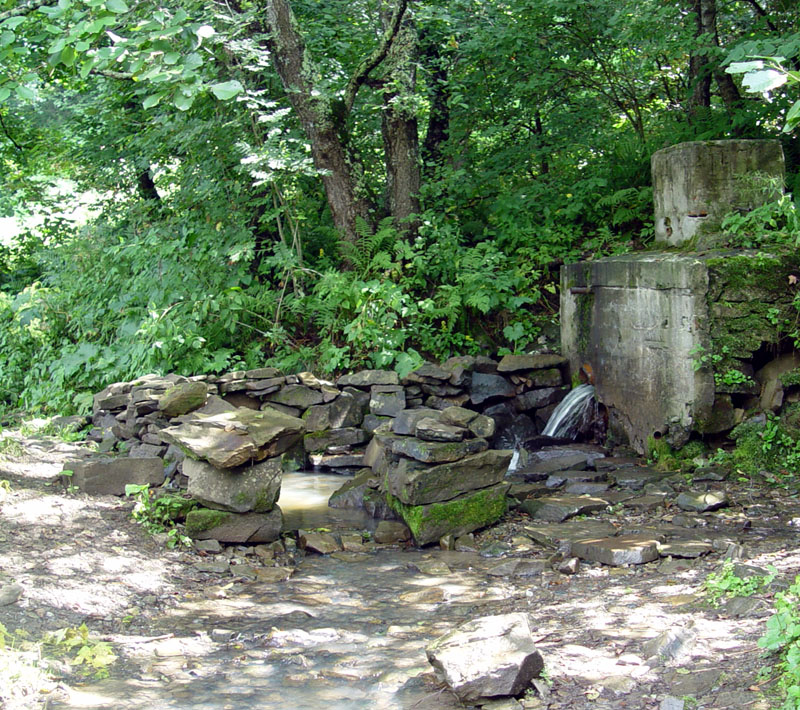
Святой источник

Во времена существования аланского государства Архыз стал одним из центров раннего христианства. Здесь остались остатки крупного средневекового Нижне-Архызского городища, на территории которого сохранились три христианских храма. Они были построены мастерами византийской школы в середине X века, за несколько десятилетий до возникновения первых христианских культовых сооружений в Древней Руси. На другом берегу реки Большой Зеленчук открыт наскальный образ Христа Спасителя, созданный в X веке.

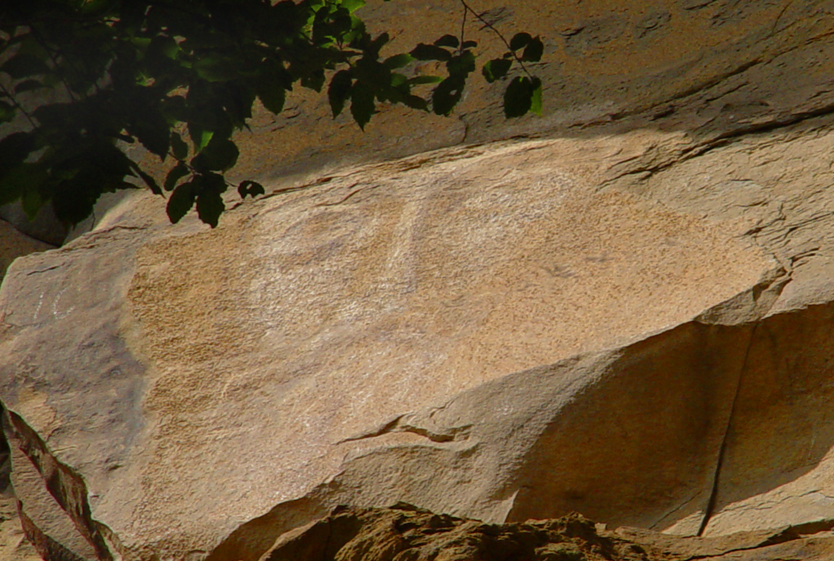
Наскальный образ Христа Спасителя. X век

На стене «Северного» храма в 1802 году посетивший Нижний Архыз майор Потёмкин обнаружил образ Николая Чудотворца и надпись на греческом языке «Святой Николай Покровителя Аспе». Также возможно, что «Аспе» и есть название аланской столицы.
В XIV веке, вследствие изменений климата, лавины стали представлять серьёзную угрозу для жителей посёлка. До сих пор в районе Архыза, в урочище «Старое жилище», видны остатки мощных заградительных сооружений. Но после эпидемии чумы, разразившейся в это время, долина была оставлена.

### XX век
Современное освоение долины началось в начале XX века. Идея строительства железной дороги от Армавира в Архызскую долину и создания горноклиматического курорта на более чем 100 тыс. мест появилась во втором десятилетии XX века, однако Первая мировая война изменила эти планы. Основанный здесь в 1922 году небольшой карачаевский посёлок получил название — «Старое жилище», но оно не привилось, и несколько лет спустя посёлок стали называть Архызом. В 1926 году комиссией курортных работников Карачая были установлены границы курортной зоны Архыза, и в конце 1930-х годов здесь был построен первый туберкулёзно-лёгочный санаторий, разрушенный в годы Великой Отечественной войны.
В 1942 году, во время битвы за Кавказ, Архыз стал местом ожесточённых боёв за горные перевалы, ведущих в Закавказье.
После войны начался расцвет Архыза как центра туризма. В 1950-х годах был открыт туристический лагерь Московского дома учёных, через Архыз проходила сеть плановых туристских маршрутов. В последующее десятилетие началось строительство шоссейной дороги, ставшей катализатором развития туризма. В это же время строились многочисленные места отдыха, включая известную турбазу «Романтик». Активно развивались пищевая промышленность и лесное хозяйство для снабжения отдыхающих. В 1953 году началась подготовка всесоюзного туристского маршрута через Архыз; маршрут № 822 «К озеру Рица и Черному морю» длился около 20 дней и включал пункты Пятигорск – Архыз – Авадхара – озеро Рица – Адлер. В 1980-х годах началось активное освоение Софийского ущелья при участии альпинистов из Болгарии, в результате чего на карте появился так называемый «болгарский угол». Курорт развивался как центр всесезонного туризма, включая горнолыжный сегмент.
После распада Советского Союза начался упадок курорта, сопровождавшийся приостановкой развития промышленности и разрушением инфраструктуры. Туристская отрасль характеризовалась стагнацией.

## Современное развитие и туризм

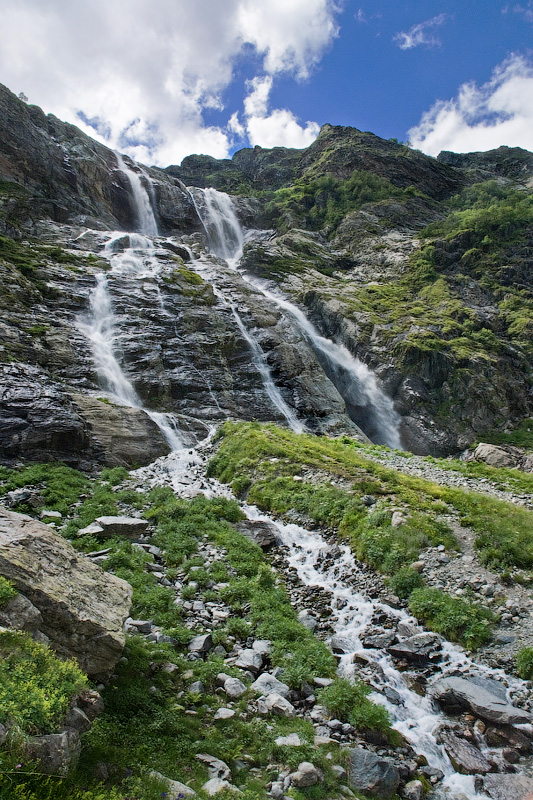
Водопад. Гора София

Новый этап развития Архыза начался с включением курорта в число точек роста Северо-Кавказского туристического кластера, став его стартовой площадкой. Это было связано с утверждением ФЦП «Развитие внутреннего и въездного туризма в Российской Федерации (2011-2018 годы)» и Постановлением Правительства РФ от 14.10.2010 г. №833 «О создании туристического кластера в СКФО».
В 2010 году на территории Зеленчукского района начала функционировать туристско-рекреационная особая экономическая зона (ОЭЗ ТРТ) «Архыз». Курорт был введён в эксплуатацию в 2013 году. В марте 2012 года открылись первая канатная дорога и две горнолыжные трассы всесезонного курорта «Архыз».
К 2019 году курорт посетило более миллиона гостей, а общий объём инвестиций составил 15,58 млрд рублей (90% — средства федерального бюджета, 10% — внебюджетные инвестиции резидентов). На начало 2020 года количество резидентов ОЭЗ составляло 32, с общим объёмом заявленных инвестиций около 12,54 млрд рублей. Турпоток в ОЭЗ в 2018 году составил 287 тыс. человек (рост на 18%), в 2019 году — 370 тыс. человек (рост на 28%).
На момент публикации исследования В.В. Миненковой (ок. 2020 г.) ВТРК «Архыз» располагал 25,5 км горнолыжных трасс, 6 подъёмниками и системой искусственного снегообразования. Планировалось расширение зоны катания до 30 км трасс с 8 подъёмниками к 2021 году. Потенциал курорта оценивается в 132 км трасс, 61 подъёмник и около 18 400 мест размещения. Гостиничная индустрия представлена такими комплексами, как «Романтик» (3,4*), «Вертикаль» (4*), Arkhyz Royal Resort & Spa (5*), Flora Boutique – Hotel & Spa (4*). К 2025 году планировалось создание дополнительно более 6700 мест размещения.
Для обеспечения всесезонной загруженности с 2018 года ведётся работа по созданию комплекса летних активностей: парк развлечений, трассы для горных велосипедов, верёвочный парк, бассейн, тропы для терренкура, зоны для палаточного лагеря и барбекю. Календарь событий включает Чемпионат России по маунтбайкингу, фестиваль электронной музыки «Ритм гор», гастрономические фестивали и другие мероприятия.
В будущем на территории курорта планируется создание пяти туристических деревень: Романтик, Лунная поляна, Дукка, Дукка-2000 и Пхия, объединённых тремя кольцевыми горнолыжными маршрутами.
Развитию курорта в 2020 году помешала пандемия COVID-19, из-за которой курорт временно закрывался и принял первых гостей после ограничений лишь в конце июля 2020 года. Минэкономразвития внедрило комплекс мер поддержки бизнеса в сфере туризма.
Основой существования жителей посёлка Архыз являются заповедник, лесное хозяйство и курортно-туристический бизнес.
В 2024 году началось строительство аэропорта «Архыз».  Аэропорт планируется достроить к концу 2028 года и ввести в эксплуатацию в 2029 году.

### Научные объекты
В районе Нижнего Архыза расположена Специальная астрофизическая обсерватория РАН (САО РАН), в состав которой входит БТА — крупнейший в Евразии оптический телескоп с диаметром зеркала 6 метров. Ниже по течению реки Большой Зеленчук, рядом со станицей Зеленчукской работает радиотелескоп «РАТАН-600», обладающий самым большим в мире диаметром кольцевой принимающей антенны — около 600 метров. Обсерватория открыта для посещения туристами, для которых проводятся экскурсии.

## Топографические карты
- Лист карты K-37-23 Архыз. Масштаб: 1 : 100 000. Состояние местности на 1983 год. Издание 1988 г.
- GPS карта Arhiz-map.narod.ru